# 戴維 (內布拉斯加州)
戴維（英語：Davey）是位於美國內布拉斯加州蘭開斯特縣的村。

## 人口
根據2020年美國人口普查的數據，戴維的面積為1.35平方千米，皆為陸地。當地共有人口1082人，而人口密度為每平方千米801人。